# 原島礼二
原島 礼二（はらしま れいじ、1931年8月2日 - ）は、日本の昭和期から平成期にかけての歴史学者である。埼玉大学名誉教授。専門は、日本古代史。

## 人物・来歴
東京府に生まれる。1957年、埼玉大学文理学部文学科卒業。埼玉大学教養部教授を経て、1996年に定年退官。同大学名誉教授。

## 著書

### 単著
- 日本古代社会の基礎構造（未來社、1968年）
- 倭の五王とその前後（塙選書、塙書房、1970年）
- 大王と古墳（学生社、1971年）
- 神武天皇の誕生（新人物往来社、1975年）
- 日本古代王権の形成（歴史科学叢書、校倉書房、1977年）
- 古代の王者と国造（教育社、1979年）
- 邪馬台国から古墳の発生へ（六興出版、1987年）
- 古代東国の風景（吉川弘文館、1993年）

### 共著
- 巨大古墳と倭の五王（石部正志・今井堯・川口勝康共著、青木書店、1981年）
- 古墳はなぜつくられたか －倭王権形成史の再検討（石野博信・柳田康雄・菅谷文則・橋本博文・鈴木靖民共著、大和書房、1988年）
- 古代日本と渡来文化（上田正昭・久野健・水野祐・李進熙共著、学生社、1988年）
- 古代東国の現像（金井塚良一・金達寿・中野敬次郎共著、新人物往来社、1989年）
- 東国と大和王権（金井塚良一共編、吉川弘文館、1994年）
- 古墳とは何か －祭と政の象徴（石野博信・金井塚良一・柳田康雄・菅谷文則・橋本博文・白石太一郎・鈴木靖民・福永伸哉・宇垣匡雄・赤塚次郎・車崎正彦・上田正昭共著、新泉社、2013年）

### 編著
- 出雲神話から荒神谷へ（六興出版、1988年）

## 論文
- 大夫小論覚書―七世紀前半の大和政権中枢部について（『歴史評論』113、校倉書房、1960年）
- 名代子代の概念についての一解釈（『日本歴史』141、吉川弘文館、1960年）
- 大化前代の親衛軍をめぐる問題（『歴史学研究』241、青木書店、1960年）
- 天武八姓の歴史的意義（上）（『歴史評論』122、校倉書房、1960年）
- 天武八姓の歴史的意義（下）（『歴史評論』123、校倉書房、1960年）
- 律令国家の年間鉄使用量（上）（『続日本紀研究』8(2),11-18、1961年）
- 律令国家の年間鉄使用量（下）（『続日本紀研究』8(3),6-18、1961年）
- 古代出雲服属に関する一考察（『歴史学研究』249、青木書店、1961年）
- 律令国家の基礎構造（『歴史評論』126、校倉書房、1961年）
- 上毛野「伝承」採用の条件―7世紀後半の上毛野氏の地位から（『日本歴史』154、吉川弘文館、1961年）
- 大和政権と地方豪族―関東地方の屯倉を例として（『日本史研究』54、日本史研究会、1961年）
- 八色姓と天武政権の構造（『史学雑誌』70(8)、山川出版社、1961年）
- 八世紀の鉄生産をめぐる諸問題（上）（『歴史評論』131、校倉書房、1961年）
- 八世紀の鉄生産をめぐる諸問題（下）（『歴史評論』132、校倉書房、1961年）
- 8世紀における鉄の所有と流通（『歴史学研究』256、青木書店、1961年）
- 家父長制的世帯共同体説に関する覚書―門脇禎二氏著「日本古代共同体の研究」によせて（『歴史学研究』263、青木書店、1962年）
- 房戸制について（『ヒストリア』33、大阪歴史学会編、1962年）
- 里制の性質に関する一考察―古代籍帳の戸の評価をめぐって（『歴史学研究』267、青木書店、1962年）
- 八世紀の稲作に関する二、三の問題（『歴史評論』148、校倉書房、1962年）
- 公営田と正長の経営に関する二、三の問題（『歴史学研究』276、青木書店、1963年）
- 天津罪と国津罪とその社会的背景（『歴史学研究』290、青木書店、1964年）
- 里制と戸の関係について（『歴史評論』168、校倉書房、1964年）
- 日本古代国家成立期の農業労働形態（『日本史研究』76、日本史研究会、1965年）
- 7世紀における農民経営の変質(1)（『歴史評論』177、校倉書房、1965年）
- 7世紀における農民経営の変質(2)（『歴史評論』179、校倉書房、1965年）
- 7世紀における農民経営の変質(3)（『歴史評論』181、校倉書房、1965年）
- 寄口の史的意義（『歴史学研究』311,38-54、青木書店、1966年）
- 記紀完成期の国家と人民―律令体制成立史序説（『歴史学研究』339,1-12、青木書店、1968年）
- 四〜五世紀の倭王と大王（『歴史評論』227,19-40、校倉書房、1969年）
- 県主と稲置（『日本歴史』260,45-55、吉川弘文館、1970年）
- 畿内における巨大古墳の編年と王権の性格(1)（『考古学研究』17(2),65-85、1970年）
- 畿内における巨大古墳の編年と王権の性格(2)（『考古学研究』17(3),50-76、1970年）
- 畿内における巨大古墳の編年と王権の性格(3)（『考古学研究』17(4),7-35、1971年）
- 御名代と子代の再検討（『歴史学研究』387,1-12、青木書店、1972年）
- 宮号の虚実と類型（『日本歴史』292,1-12、吉川弘文館、1972年）
- 教科書検定と村尾次郎氏の証言（『歴史学研究』389,60-64,55、青木書店、1972年）
- 神武東遷物語の原形と朝鮮問題（『歴史評論』274,1-11、校倉書房、1973年）
- 文献にあらわれた鉄（『鉄』、社会思想社、1974年）
- 六世紀日本の朝鮮侵略と軍事動員体制（『朝鮮史研究会論文集』11,51-71、朝鮮史研究会編、1974年）
- 伊場遺跡の学術的価値について（『歴史評論』305,9-17、校倉書房、1975年）
- 武蔵国足立郡の領域と郷名（小野文雄教授退官記念論文集、『埼玉大学紀要 人文科学篇』26,13-21、埼玉大学教養部編、1977年）
- 共同体の歴史的意義（『史潮』2,49-50、弘文堂、1977年）
- 埼玉稲荷山古墳出土の鉄剣銘文について（『歴史評論』346,3-19、校倉書房、1979年）
- 三国志の里程と東冶と水行（『埼玉大学紀要 人文科学篇』30,1-26、埼玉大学教養部編、1981年）
- 吉備・磐井・偉容を誇る巨大墳墓（『現代の眼』23(1),75-78、現代評論社、1982年）
- 奈良県明日香村酒船石北遺跡の発掘調査関係資料（『埼玉大学紀要 人文科学篇』41,41-60、埼玉大学教養部編、1992年）
- 関東地方の渡来文化、渡来人は何をもたらしたか（『歴史読本』臨時増刊236-243、新人物往来社、1994年）
- 古い時代の文字の発見に想う（『東アジアの古代文化』100,167-168、大和書房、1999年）

## 書評
- 洞富雄著『庶民家族の歴史像』（『歴史評論』200,121-123、校倉書房、1967年）
- 近藤義郎・藤沢長治編『日本の考古学4、5 古墳時代』、三上次男・楢崎彰一編『日本の考古学6、7 歴史時代』（『考古学研究』14(4),91-95,77、1968年）
- 藤間生大『日本古代国家』（『歴史評論』221,51-58、校倉書房、1969年）
- 上田正昭著『日本古代国家論究』（『史学雑誌』78(8),68-74、山川出版社、1969年）
- 岸俊男著『日本古代政治史研究』（『歴史学研究』353,49-52,44、青木書店、1969年）
- 石部正志他『古市、百舌鳥古墳群における主要古墳間の連関規制について』をよんで（『古代学研究』62,39-42、古代学研究会、1971年）
- 原秀三郎編『大系日本国家史1 古代』（『歴史評論』313,93-97、校倉書房、1976年）